# Begonia reptans
Espèce
Synonymes
- Begonia liebmannii A.DC.[2] [2]
- Begonia repens Hemsl.[2] [2]
- Weilbachia reptans Klotzsch & Oerst.[2] [2]

Begonia reptans est une espèce de plantes de la famille des Begoniaceae.
Elle a été décrite en 1840 par George Bentham (1800-1884).